# 中小企業における労働力の確保及び良好な雇用の機会の創出のための雇用管理の改善の促進に関する法律
中小企業における労働力の確保及び良好な雇用の機会の創出のための雇用管理の改善の促進に関する法律（ちゅうしょうきぎょうにおけるろうどうりょくのかくほおよびりょうこうなこようのきかいのそうしゅつのためのこようかんりのかいぜんのそくしんにかんするほうりつ、平成3年5月2日法律第57号）は、中小企業人材確保援助事業等に関する日本の法律である。1991年（平成3年）に中小企業における労働力の確保のための雇用管理の改善の促進に関する法律として公布・施行。1999年（平成11年）1月1日の改正法施行により現題名に改められた。

## 構成
本則全22ヶ条および附則からなる。

## 目的・定義
この法律は、中小企業における労働力の確保及び良好な雇用の機会の創出のため、中小企業者が行う雇用管理の改善に係る措置を促進することにより、中小企業の振興及びその労働者の職業の安定その他福祉の増進を図り、もって国民経済の健全な発展に寄与することを目的とする（第1条）。
この法律において、次の各号に掲げる用語の意義は、以下による（第2条）。 
- 中小企業者 - 以下のいずれかに該当する者をいう。
  1. 資本金の額又は出資の総額が3億円以下の会社並びに常時使用する従業員の数が300人以下の会社及び個人で、製造業、建設業、運輸業その他の業種（2~4に掲げる業種及び5の政令で定める業種を除く。）に属する事業を主たる事業として営むもの
  2. 資本金の額又は出資の総額が1億円以下の会社並びに常時使用する従業員の数が100人以下の会社及び個人で、卸売業（5の政令で定める業種を除く。）に属する事業を主たる事業として営むもの
  3. 資本金の額又は出資の総額が5000万円以下の会社並びに常時使用する従業員の数が100人以下の会社及び個人で、サービス業（5の政令で定める業種を除く。）に属する事業を主たる事業として営むもの
  4. 資本金の額又は出資の総額が5000万円以下の会社並びに常時使用する従業員の数が50人以下の会社及び個人で、小売業（5の政令で定める業種を除く。）に属する事業を主たる事業として営むもの
  5. 資本金の額又は出資の総額がその業種ごとに政令で定める金額以下の会社並びに常時使用する従業員の数がその業種ごとに政令で定める数以下の会社及び個人で、その政令で定める業種に属する事業を主たる事業として営むもの
    - 「政令で定める」業種並びにその業種ごとの資本金の額又は出資の総額及び従業員の数は、以下のとおりとする（施行令第1条）。
      - ゴム製品製造業（自動車又は航空機用タイヤ及びチューブ製造業並びに工業用ベルト製造業を除く。） - 資本金の額又は出資の総額3億円、従業員の数900人
      - ソフトウェア業又は情報処理サービス業 - 資本金の額又は出資の総額3億円、従業員の数300人
      - 旅館業 - 資本金の額又は出資の総額5000万億円、従業員の数200人

  6. 企業組合
  7. 協業組合
  8. 事業協同組合、協同組合連合会その他の特別の法律により設立された組合及びその連合会で、政令で定めるもの
    - 「政令で定めるもの」は、以下のとおりとする（施行令第1条2項）。
      1. 事業協同組合及び事業協同小組合並びに協同組合連合会
      2. 水産加工業協同組合及び水産加工業協同組合連合会
      3. 商工組合及び商工組合連合会
      4. 商店街振興組合及び商店街振興組合連合会
      5. 生活衛生同業組合であって、その構成員の3分の2以上が5000万円（卸売業を主たる事業とする事業者については、1億円）以下の金額をその資本金の額若しくは出資の総額とする法人又は常時50人（卸売業又はサービス業を主たる事業とする事業者については、100人）以下の従業員を使用する者であるもの
      6. 酒造組合及び酒造組合連合会であって、その直接又は間接の構成員たる酒類製造業者の3分の2以上が3億円以下の金額をその資本金の額若しくは出資の総額とする法人又は常時300人以下の従業員を使用する者であるもの並びに酒販組合及び酒販組合連合会であって、その直接又は間接の構成員たる酒類販売業者の3分の2以上が5000万円（酒類卸売業者については、1億円）以下の金額をその資本金の額若しくは出資の総額とする法人又は常時50人（酒類卸売業者については、100人）以下の従業員を使用する者であるもの
      7. 技術研究組合であって、その直接又は間接の構成員の3分の2以上が上記1.~7.に規定する中小企業者であるもの
- 事業協同組合等 - 上記8.に掲げる者及び一般社団法人で中小企業者を直接又は間接の構成員とするもの（政令で定める要件に該当するものに限る。）をいう。
  - 「政令で定める要件」とは、当該一般社団法人の直接又は間接の構成員の3分の2以上が上記1.~8.に規定する中小企業者（以下「中小企業者」という。）であることとする（施行令第2条）。

この法律は、船員職業安定法第6条1項に規定する船員については、適用しない（第18条）。

## 基本指針及び改善計画
厚生労働大臣及び経済産業大臣は、中小企業者が行う労働力の確保を図るための雇用管理の改善に係る措置及び良好な雇用の機会の創出に資する雇用管理の改善に係る措置に関し、基本的な指針（基本指針）を定めなければならない（第3条1項）。厚生労働大臣及び経済産業大臣は、基本指針を定め、又はこれを変更しようとするときは、あらかじめ、関係行政機関の長に協議するとともに、厚生労働大臣にあっては労働政策審議会の意見を、経済産業大臣にあっては中小企業政策審議会の意見をそれぞれ聴かなければならない（第3条3項）。
基本指針に定める事項は、次のとおりとする（第3条2項）。
1. 中小企業における経営及び雇用の動向に関する事項
2. 中小企業者が行う雇用管理の改善に係る措置の内容に関する事項
3. その他中小企業者が雇用管理の改善に係る措置を行うに当たって配慮すべき重要事項

事業協同組合等は労働環境の改善、福利厚生の充実、募集方法の改善その他の雇用管理の改善に関する事業（改善事業）であって、その構成員たる中小企業者の労働力の確保を図るためのもの又は実践的な職業能力の開発及び向上を図ることが必要な青少年にとって良好な雇用の機会の創出に資するものについての計画を、中小企業者は改善事業であって、職業に必要な高度の技能及びこれに関する知識を有する者の確保を図るためのもの、新たな事業の分野への進出若しくは事業の開始（以下「新分野進出等」という。）に伴って実施することにより良好な雇用の機会の創出に資するもの又は実践的な職業能力の開発及び向上を図ることが必要な青少年にとって良好な雇用の機会の創出に資するものについての計画を作成し、これをその主たる事務所の所在地を管轄する都道府県知事に提出して、その計画が適当である旨の認定を受けることができる（第4条1項）。改善事業についての計画（改善計画）には、次に掲げる事項を記載しなければならない（第4条2項）。都道府県知事は、5に掲げる事項が記載されている改善計画について認定をしようとするときは、あらかじめ、当該事項に係る部分について、厚生労働大臣に協議し、その同意を得なければならない（第4条4項）。
1. 改善事業の目標
2. 改善事業の内容
3. 改善事業の実施時期
4. 改善事業を実施するために必要な資金の額及びその調達方法
5. 事業協同組合等が第13条8項の規定により適用される同条第4項の規定により労働者の募集に従事しようとする場合にあっては、当該募集に係る労働条件その他の募集の内容

- 新分野進出等（創業、又は異業種進出）に係る改善計画については、新分野進出等に係る準備行為を始めた時点（事業所開設に当たっての賃貸契約書の締結、設備・備品等の設置、それらの資金の確保（資金の金融機関からの借り入れ）、法人登記等）から6カ月以内に提出するものとする。ここでいう創業とは、個人が新たに事業を始めること、もしくは個人・企業が新たに企業を設立することであり、異業種進出とは、企業が現在営んでいる事業とは別の業種（原則として総務庁作成の日本標準産業分類の細分類における別の細分類）に進出しようとすることである。また、企業が新たに企業を設立する場合においては、新たに設立する企業の法人登記の前であっても、新たに設立される企業の予定される所在地・名称・代表者により提出して差し支えない。改善計画の実施期間は、概ね5年間（終期は5年目の日を含む事業年度の末日まで）以内とする（平成10年12月28日／平成10・12・25企庁第5号／職発第880号／能発第293号／)。

## 国等の責務
国は、認定計画に従って改善事業を実施するために必要な資金の確保又はその融通のあっせんに努めるものとする（第6条）。
政府は、認定計画に係る改善事業の実施を促進するため、雇用保険法第62条の雇用安定事業又は同法第63条の能力開発事業として、次の事業を行うものとする（第7条）。
1. 雇用管理の改善に関する調査研究、指導その他の事業を行う認定組合等に対して、必要な助成及び援助を行うこと。
2. 認定組合等の構成員たる中小企業者又は認定中小企業者であって、必要な設備若しくは福祉施設の設置若しくは整備を行い、又は新たに職業に必要な高度の技能及びこれに関する知識を有する者を置き、認定計画の目標を達成したものに対して、必要な助成及び援助を行うこと。
3. 認定組合等の構成員たる中小企業者又は認定中小企業者であって、その雇用する労働者又はその中小企業者に雇用保険法第4条1項に規定する被保険者として雇用されることとなっている者（5でいう内定者）に関し、職業に必要な高度の技能及びこれに関する知識を習得させるための教育訓練の実施その他の措置（同号の措置に該当するものを除く。）を講じ、認定計画の目標を達成したものに対して、必要な助成及び援助を行うこと。
4. 認定中小企業者であって、新分野進出等に伴い新たに労働者を雇い入れ、認定計画（当該新分野進出等に伴って実施することにより良好な雇用の機会の創出に資する改善事業についての計画に限る。5において同じ。）の目標を達成したものに対して、必要な助成及び援助を行うこと。
5. 認定中小企業者であって、その雇用する労働者又は内定者に関し、新分野進出等に伴い職業に必要な技能及びこれに関する知識を習得させるための教育訓練の実施その他の措置（当該新分野進出等に係る新たな事業における業務に就く者の有する能力を有効に発揮することができるようにするものと認められるものに限る。）を講じ、認定計画の目標を達成したものに対して、必要な助成及び援助を行うこと。

公共職業安定所は、第13条4項の規定により労働者の募集に従事する承認組合等に対して、雇用情報、職業に関する調査研究の成果等を提供し、かつ、これに基づき当該募集の内容又は方法について指導することにより、当該募集の効果的かつ適切な実施の促進に努めなければならない（第14条）。
国及び都道府県は、認定組合等及びその構成員たる中小企業者並びに認定中小企業者に対し、認定計画に係る改善事業の的確な実施に必要な指導及び助言を行うものとする（第15条）。
国は、中小企業における労働力の確保及び良好な雇用の機会の創出のための雇用管理の改善を促進するために必要な施策を総合的に推進するように努めるものとする（第16条1項）。地方公共団体は、国の施策に準じて施策を講ずるように努めるものとする（第16条2項）。
都道府県知事は、認定組合等又は認定中小企業者に対し、認定計画に係る改善事業の実施状況について報告を求めることができる（第17条）。
- 都道府県知事は、改善計画の認定等をしようとするときは、通商産業局長（沖縄県にあっては沖縄開発庁沖縄総合事務局通商産業部長）及び都道府県労働局長に協議するものであること。労働力の確保及び良好な雇用の機会の創出のための雇用管理改善は、労使双方の理解と協力の下に進められることが不可欠であることにかんがみ、都道府県知事は、法の施行状況に関し、担当部局及び労使団体を構成員とする意見交換の場を確保することが望ましい（平成12年4月3日／平成12・03・29企庁第2号／職発第280号／能発第98号／）。